# 季尔·布雷乔夫
季尔·布雷乔夫（俄語：Кир Булычёв，1934年10月18日—2003年9月5日），本名伊戈尔·弗谢沃洛多维奇·莫热伊科（俄語：И́горь Все́володович Може́йко），是苏联和俄罗斯著名科幻小说作家、电影剧作家、历史学家。布雷乔夫创作的阿丽萨系列人物鲜活，深受读者欢迎。布雷乔夫曾任资深研究员、俄罗斯联邦作家协会科幻作家联合会主席、1982年获苏联国家奖，1997年获俄罗斯阿埃莉塔科幻奖。2004年被追授第六届国际科幻文学奖（斯特鲁加茨基兄弟奖）。

## 生平
布雷乔夫自幼喜欢读书。他记得自己看的第一本书是加拿大作家欧尼斯特·汤普森·西顿的《多米诺》，讲述一只褐狐的故事。他喜欢读儒勒·凡尔纳、大仲马、H·G·威尔斯、谢·别利亚耶夫、格里高利·阿达莫夫、亚历山大·卡赞采夫等作家的书，其中斯特鲁伽茨基兄弟的小说给他的印象最深，对他后来写科幻小说影响最大。布雷乔夫曾在美术学校就学，后因病辍学，但一生从未放弃过画画的爱好，甚至于在他生命中最后一个夏天还在坚持作画。他的夫人和他兴趣相投，是莫斯科的著名画家，曾为他的许多作品画过插图。
布雷乔夫中学毕业后进入莫斯科国立外国语师范学院就读，学习英语翻译。1957年毕业后，被派往缅甸建筑工地做了两年翻译。其间常到东南亚、西亚和东亚一些国家出差，并随时将自己的所见所闻写成历史、地理方面的随笔，发表在《环球》和《今日亚洲与非洲》杂志上。1963年起进入俄罗斯科学院东方学研究所工作，成了专门从事缅甸史研究的东方学学者。他撰写了大量东南亚历史和文化专著及科普书籍，发表了数百篇科学和科普文章。1982年获历史学博士学位。

## 科幻小说创作
1965年，布雷乔夫为自己的小女儿写了几篇关于阿丽萨——一个21世纪的女孩儿的科幻故事，以《出不了事的女孩》的名称被刊登在《冒险世界》杂志上，这是他创作的开端。1966年底，他在《环球》杂志编辑部得知一篇要付印的外国科幻小说被撤下，但封面上的画（蹲在大瓶子里的一条小恐龙）已经印好了。于是他赶写了《恐龙是什么时候灭绝的》稿子送到编辑部，被选中发表。他担心以真名发表会被认为不务正业，就用妻子的名字“季尔”和母亲的娘家姓“布雷乔夫”做了自己的笔名。
之后，布雷乔夫写了一系列阿丽萨遨游太空的童话科幻故事，还有帕弗雷什博士系列和小镇古斯拉系列。他从民间口头创作和儿童文学名著中借鉴了许多，将世界上各个时期和各个民族的独特的文化与文学相互渗透，融为一体，故而广大少年儿童易于理解接受，并乐于阅读。自1976年起，布雷乔夫开始从事电影剧本创作，《落泪》、《未来世界的客人》、《淡紫色的球》、《地下的女巫》等30多部作品陆续被搬上银幕。1982年故事片《第三行星的秘密》和大型动画片《历经艰难奔星系》获得国家奖。1985年拍摄的《她来自未来》曾在中国播放。
布雷乔夫的大部分作品由翻译家王志冲翻译，和王志冲结为挚友。晚年多次想来中国，但未能成行，王志冲在悼念他的文章里说到：“季尔·布雷乔夫的作品属于‘软科幻’，即在幻想的未来高科技世界衬托下，讲述离奇的故事，塑造鲜活的人物，融科学、幻想、历史、地理乃至童话、神话为一炉……显示出强烈的人文精神，鲜明的创作风格和雅俗共赏的艺术品位。”

## 主要作品
- 《生锈的元帅》（1968）
- 《最后的战争》（1970）
- 《阿丽萨的旅行》（1974）
- 《一百万个历险故事》（1976）
- 《一百年前》（1978）
- 《小行星的俘虏》（1981）
- 《淡紫色的球》（1983）
- 《未来世界的女孩儿》（1984）
- 《女巫的地牢》（1987）
- 《侦探阿丽萨》（1996）
- 《黑石的秘密》（1999）
- 《阿丽萨和艾丽莎》（2003）